# Stipa grandis
Stipa grandis är en gräsart som beskrevs av Pavel Aleksandrovich Smirnov. Stipa grandis ingår i släktet fjädergrässläktet, och familjen gräs. Inga underarter finns listade i Catalogue of Life.